# Єрохіна тема
Те́ма Єрохіна — тема в шаховій композиції ортодоксального жанру. Суть теми — двофазна переміна функцій ходів білих фігур, де вступний хід і мат у варіанті першої фази стає відповідно матом варіанта на той же хід чорних і матом загрози у другій фазі.

## Історія
Цю ідею запропонував російський шаховий композитор Володимир Олексійович Єрохін (27.04.1937 — 15.04.2000).
У першій фазі білі роблять вступний хід, який чорні пробують спростувати, але на цей хід виникає мат. Чорні спростовують іншим ходом. У наступній фазі після певного вступного ходу виникає загроза мату, яка була матуючим ходом у першій фазі. На той же самий захист чорних, що був у першій фазі, виникає мат, що був вступним ходом першої фази.
Ідея дістала назву — тема Єрохіна.
 Алгоритм теми Єрохіна:
1.? ~ 2. B #, 1. … a 2. A #, 1. … !
1.A! ,1. … a 2. B #
або:
1.A? ,1. … a 2. B # , 1. … !
1.! ~ 2. B #, 1. … a 2. A #
|   | a | b | c | d | e | f | g | h |   |
| 8 | f8 біла тура · d7 білий король · b6 чорний пішак · d6 чорний пішак · f6 білий кінь · c5 білий кінь · d5 білий пішак · e5 чорний король · f5 чорний пішак · g5 чорний пішак · c4 чорний кінь · e4 чорний пішак · g4 білий пішак · c3 білий пішак · e3 білий пішак · a2 білий слон · b2 чорний пішак · h1 білий ферзь | f8 біла тура · d7 білий король · b6 чорний пішак · d6 чорний пішак · f6 білий кінь · c5 білий кінь · d5 білий пішак · e5 чорний король · f5 чорний пішак · g5 чорний пішак · c4 чорний кінь · e4 чорний пішак · g4 білий пішак · c3 білий пішак · e3 білий пішак · a2 білий слон · b2 чорний пішак · h1 білий ферзь | f8 біла тура · d7 білий король · b6 чорний пішак · d6 чорний пішак · f6 білий кінь · c5 білий кінь · d5 білий пішак · e5 чорний король · f5 чорний пішак · g5 чорний пішак · c4 чорний кінь · e4 чорний пішак · g4 білий пішак · c3 білий пішак · e3 білий пішак · a2 білий слон · b2 чорний пішак · h1 білий ферзь | f8 біла тура · d7 білий король · b6 чорний пішак · d6 чорний пішак · f6 білий кінь · c5 білий кінь · d5 білий пішак · e5 чорний король · f5 чорний пішак · g5 чорний пішак · c4 чорний кінь · e4 чорний пішак · g4 білий пішак · c3 білий пішак · e3 білий пішак · a2 білий слон · b2 чорний пішак · h1 білий ферзь | f8 біла тура · d7 білий король · b6 чорний пішак · d6 чорний пішак · f6 білий кінь · c5 білий кінь · d5 білий пішак · e5 чорний король · f5 чорний пішак · g5 чорний пішак · c4 чорний кінь · e4 чорний пішак · g4 білий пішак · c3 білий пішак · e3 білий пішак · a2 білий слон · b2 чорний пішак · h1 білий ферзь | f8 біла тура · d7 білий король · b6 чорний пішак · d6 чорний пішак · f6 білий кінь · c5 білий кінь · d5 білий пішак · e5 чорний король · f5 чорний пішак · g5 чорний пішак · c4 чорний кінь · e4 чорний пішак · g4 білий пішак · c3 білий пішак · e3 білий пішак · a2 білий слон · b2 чорний пішак · h1 білий ферзь | f8 біла тура · d7 білий король · b6 чорний пішак · d6 чорний пішак · f6 білий кінь · c5 білий кінь · d5 білий пішак · e5 чорний король · f5 чорний пішак · g5 чорний пішак · c4 чорний кінь · e4 чорний пішак · g4 білий пішак · c3 білий пішак · e3 білий пішак · a2 білий слон · b2 чорний пішак · h1 білий ферзь | f8 біла тура · d7 білий король · b6 чорний пішак · d6 чорний пішак · f6 білий кінь · c5 білий кінь · d5 білий пішак · e5 чорний король · f5 чорний пішак · g5 чорний пішак · c4 чорний кінь · e4 чорний пішак · g4 білий пішак · c3 білий пішак · e3 білий пішак · a2 білий слон · b2 чорний пішак · h1 білий ферзь | 8 |
| 7 | f8 біла тура · d7 білий король · b6 чорний пішак · d6 чорний пішак · f6 білий кінь · c5 білий кінь · d5 білий пішак · e5 чорний король · f5 чорний пішак · g5 чорний пішак · c4 чорний кінь · e4 чорний пішак · g4 білий пішак · c3 білий пішак · e3 білий пішак · a2 білий слон · b2 чорний пішак · h1 білий ферзь | f8 біла тура · d7 білий король · b6 чорний пішак · d6 чорний пішак · f6 білий кінь · c5 білий кінь · d5 білий пішак · e5 чорний король · f5 чорний пішак · g5 чорний пішак · c4 чорний кінь · e4 чорний пішак · g4 білий пішак · c3 білий пішак · e3 білий пішак · a2 білий слон · b2 чорний пішак · h1 білий ферзь | f8 біла тура · d7 білий король · b6 чорний пішак · d6 чорний пішак · f6 білий кінь · c5 білий кінь · d5 білий пішак · e5 чорний король · f5 чорний пішак · g5 чорний пішак · c4 чорний кінь · e4 чорний пішак · g4 білий пішак · c3 білий пішак · e3 білий пішак · a2 білий слон · b2 чорний пішак · h1 білий ферзь | f8 біла тура · d7 білий король · b6 чорний пішак · d6 чорний пішак · f6 білий кінь · c5 білий кінь · d5 білий пішак · e5 чорний король · f5 чорний пішак · g5 чорний пішак · c4 чорний кінь · e4 чорний пішак · g4 білий пішак · c3 білий пішак · e3 білий пішак · a2 білий слон · b2 чорний пішак · h1 білий ферзь | f8 біла тура · d7 білий король · b6 чорний пішак · d6 чорний пішак · f6 білий кінь · c5 білий кінь · d5 білий пішак · e5 чорний король · f5 чорний пішак · g5 чорний пішак · c4 чорний кінь · e4 чорний пішак · g4 білий пішак · c3 білий пішак · e3 білий пішак · a2 білий слон · b2 чорний пішак · h1 білий ферзь | f8 біла тура · d7 білий король · b6 чорний пішак · d6 чорний пішак · f6 білий кінь · c5 білий кінь · d5 білий пішак · e5 чорний король · f5 чорний пішак · g5 чорний пішак · c4 чорний кінь · e4 чорний пішак · g4 білий пішак · c3 білий пішак · e3 білий пішак · a2 білий слон · b2 чорний пішак · h1 білий ферзь | f8 біла тура · d7 білий король · b6 чорний пішак · d6 чорний пішак · f6 білий кінь · c5 білий кінь · d5 білий пішак · e5 чорний король · f5 чорний пішак · g5 чорний пішак · c4 чорний кінь · e4 чорний пішак · g4 білий пішак · c3 білий пішак · e3 білий пішак · a2 білий слон · b2 чорний пішак · h1 білий ферзь | f8 біла тура · d7 білий король · b6 чорний пішак · d6 чорний пішак · f6 білий кінь · c5 білий кінь · d5 білий пішак · e5 чорний король · f5 чорний пішак · g5 чорний пішак · c4 чорний кінь · e4 чорний пішак · g4 білий пішак · c3 білий пішак · e3 білий пішак · a2 білий слон · b2 чорний пішак · h1 білий ферзь | 7 |
| 6 | f8 біла тура · d7 білий король · b6 чорний пішак · d6 чорний пішак · f6 білий кінь · c5 білий кінь · d5 білий пішак · e5 чорний король · f5 чорний пішак · g5 чорний пішак · c4 чорний кінь · e4 чорний пішак · g4 білий пішак · c3 білий пішак · e3 білий пішак · a2 білий слон · b2 чорний пішак · h1 білий ферзь | f8 біла тура · d7 білий король · b6 чорний пішак · d6 чорний пішак · f6 білий кінь · c5 білий кінь · d5 білий пішак · e5 чорний король · f5 чорний пішак · g5 чорний пішак · c4 чорний кінь · e4 чорний пішак · g4 білий пішак · c3 білий пішак · e3 білий пішак · a2 білий слон · b2 чорний пішак · h1 білий ферзь | f8 біла тура · d7 білий король · b6 чорний пішак · d6 чорний пішак · f6 білий кінь · c5 білий кінь · d5 білий пішак · e5 чорний король · f5 чорний пішак · g5 чорний пішак · c4 чорний кінь · e4 чорний пішак · g4 білий пішак · c3 білий пішак · e3 білий пішак · a2 білий слон · b2 чорний пішак · h1 білий ферзь | f8 біла тура · d7 білий король · b6 чорний пішак · d6 чорний пішак · f6 білий кінь · c5 білий кінь · d5 білий пішак · e5 чорний король · f5 чорний пішак · g5 чорний пішак · c4 чорний кінь · e4 чорний пішак · g4 білий пішак · c3 білий пішак · e3 білий пішак · a2 білий слон · b2 чорний пішак · h1 білий ферзь | f8 біла тура · d7 білий король · b6 чорний пішак · d6 чорний пішак · f6 білий кінь · c5 білий кінь · d5 білий пішак · e5 чорний король · f5 чорний пішак · g5 чорний пішак · c4 чорний кінь · e4 чорний пішак · g4 білий пішак · c3 білий пішак · e3 білий пішак · a2 білий слон · b2 чорний пішак · h1 білий ферзь | f8 біла тура · d7 білий король · b6 чорний пішак · d6 чорний пішак · f6 білий кінь · c5 білий кінь · d5 білий пішак · e5 чорний король · f5 чорний пішак · g5 чорний пішак · c4 чорний кінь · e4 чорний пішак · g4 білий пішак · c3 білий пішак · e3 білий пішак · a2 білий слон · b2 чорний пішак · h1 білий ферзь | f8 біла тура · d7 білий король · b6 чорний пішак · d6 чорний пішак · f6 білий кінь · c5 білий кінь · d5 білий пішак · e5 чорний король · f5 чорний пішак · g5 чорний пішак · c4 чорний кінь · e4 чорний пішак · g4 білий пішак · c3 білий пішак · e3 білий пішак · a2 білий слон · b2 чорний пішак · h1 білий ферзь | f8 біла тура · d7 білий король · b6 чорний пішак · d6 чорний пішак · f6 білий кінь · c5 білий кінь · d5 білий пішак · e5 чорний король · f5 чорний пішак · g5 чорний пішак · c4 чорний кінь · e4 чорний пішак · g4 білий пішак · c3 білий пішак · e3 білий пішак · a2 білий слон · b2 чорний пішак · h1 білий ферзь | 6 |
| 5 | f8 біла тура · d7 білий король · b6 чорний пішак · d6 чорний пішак · f6 білий кінь · c5 білий кінь · d5 білий пішак · e5 чорний король · f5 чорний пішак · g5 чорний пішак · c4 чорний кінь · e4 чорний пішак · g4 білий пішак · c3 білий пішак · e3 білий пішак · a2 білий слон · b2 чорний пішак · h1 білий ферзь | f8 біла тура · d7 білий король · b6 чорний пішак · d6 чорний пішак · f6 білий кінь · c5 білий кінь · d5 білий пішак · e5 чорний король · f5 чорний пішак · g5 чорний пішак · c4 чорний кінь · e4 чорний пішак · g4 білий пішак · c3 білий пішак · e3 білий пішак · a2 білий слон · b2 чорний пішак · h1 білий ферзь | f8 біла тура · d7 білий король · b6 чорний пішак · d6 чорний пішак · f6 білий кінь · c5 білий кінь · d5 білий пішак · e5 чорний король · f5 чорний пішак · g5 чорний пішак · c4 чорний кінь · e4 чорний пішак · g4 білий пішак · c3 білий пішак · e3 білий пішак · a2 білий слон · b2 чорний пішак · h1 білий ферзь | f8 біла тура · d7 білий король · b6 чорний пішак · d6 чорний пішак · f6 білий кінь · c5 білий кінь · d5 білий пішак · e5 чорний король · f5 чорний пішак · g5 чорний пішак · c4 чорний кінь · e4 чорний пішак · g4 білий пішак · c3 білий пішак · e3 білий пішак · a2 білий слон · b2 чорний пішак · h1 білий ферзь | f8 біла тура · d7 білий король · b6 чорний пішак · d6 чорний пішак · f6 білий кінь · c5 білий кінь · d5 білий пішак · e5 чорний король · f5 чорний пішак · g5 чорний пішак · c4 чорний кінь · e4 чорний пішак · g4 білий пішак · c3 білий пішак · e3 білий пішак · a2 білий слон · b2 чорний пішак · h1 білий ферзь | f8 біла тура · d7 білий король · b6 чорний пішак · d6 чорний пішак · f6 білий кінь · c5 білий кінь · d5 білий пішак · e5 чорний король · f5 чорний пішак · g5 чорний пішак · c4 чорний кінь · e4 чорний пішак · g4 білий пішак · c3 білий пішак · e3 білий пішак · a2 білий слон · b2 чорний пішак · h1 білий ферзь | f8 біла тура · d7 білий король · b6 чорний пішак · d6 чорний пішак · f6 білий кінь · c5 білий кінь · d5 білий пішак · e5 чорний король · f5 чорний пішак · g5 чорний пішак · c4 чорний кінь · e4 чорний пішак · g4 білий пішак · c3 білий пішак · e3 білий пішак · a2 білий слон · b2 чорний пішак · h1 білий ферзь | f8 біла тура · d7 білий король · b6 чорний пішак · d6 чорний пішак · f6 білий кінь · c5 білий кінь · d5 білий пішак · e5 чорний король · f5 чорний пішак · g5 чорний пішак · c4 чорний кінь · e4 чорний пішак · g4 білий пішак · c3 білий пішак · e3 білий пішак · a2 білий слон · b2 чорний пішак · h1 білий ферзь | 5 |
| 4 | f8 біла тура · d7 білий король · b6 чорний пішак · d6 чорний пішак · f6 білий кінь · c5 білий кінь · d5 білий пішак · e5 чорний король · f5 чорний пішак · g5 чорний пішак · c4 чорний кінь · e4 чорний пішак · g4 білий пішак · c3 білий пішак · e3 білий пішак · a2 білий слон · b2 чорний пішак · h1 білий ферзь | f8 біла тура · d7 білий король · b6 чорний пішак · d6 чорний пішак · f6 білий кінь · c5 білий кінь · d5 білий пішак · e5 чорний король · f5 чорний пішак · g5 чорний пішак · c4 чорний кінь · e4 чорний пішак · g4 білий пішак · c3 білий пішак · e3 білий пішак · a2 білий слон · b2 чорний пішак · h1 білий ферзь | f8 біла тура · d7 білий король · b6 чорний пішак · d6 чорний пішак · f6 білий кінь · c5 білий кінь · d5 білий пішак · e5 чорний король · f5 чорний пішак · g5 чорний пішак · c4 чорний кінь · e4 чорний пішак · g4 білий пішак · c3 білий пішак · e3 білий пішак · a2 білий слон · b2 чорний пішак · h1 білий ферзь | f8 біла тура · d7 білий король · b6 чорний пішак · d6 чорний пішак · f6 білий кінь · c5 білий кінь · d5 білий пішак · e5 чорний король · f5 чорний пішак · g5 чорний пішак · c4 чорний кінь · e4 чорний пішак · g4 білий пішак · c3 білий пішак · e3 білий пішак · a2 білий слон · b2 чорний пішак · h1 білий ферзь | f8 біла тура · d7 білий король · b6 чорний пішак · d6 чорний пішак · f6 білий кінь · c5 білий кінь · d5 білий пішак · e5 чорний король · f5 чорний пішак · g5 чорний пішак · c4 чорний кінь · e4 чорний пішак · g4 білий пішак · c3 білий пішак · e3 білий пішак · a2 білий слон · b2 чорний пішак · h1 білий ферзь | f8 біла тура · d7 білий король · b6 чорний пішак · d6 чорний пішак · f6 білий кінь · c5 білий кінь · d5 білий пішак · e5 чорний король · f5 чорний пішак · g5 чорний пішак · c4 чорний кінь · e4 чорний пішак · g4 білий пішак · c3 білий пішак · e3 білий пішак · a2 білий слон · b2 чорний пішак · h1 білий ферзь | f8 біла тура · d7 білий король · b6 чорний пішак · d6 чорний пішак · f6 білий кінь · c5 білий кінь · d5 білий пішак · e5 чорний король · f5 чорний пішак · g5 чорний пішак · c4 чорний кінь · e4 чорний пішак · g4 білий пішак · c3 білий пішак · e3 білий пішак · a2 білий слон · b2 чорний пішак · h1 білий ферзь | f8 біла тура · d7 білий король · b6 чорний пішак · d6 чорний пішак · f6 білий кінь · c5 білий кінь · d5 білий пішак · e5 чорний король · f5 чорний пішак · g5 чорний пішак · c4 чорний кінь · e4 чорний пішак · g4 білий пішак · c3 білий пішак · e3 білий пішак · a2 білий слон · b2 чорний пішак · h1 білий ферзь | 4 |
| 3 | f8 біла тура · d7 білий король · b6 чорний пішак · d6 чорний пішак · f6 білий кінь · c5 білий кінь · d5 білий пішак · e5 чорний король · f5 чорний пішак · g5 чорний пішак · c4 чорний кінь · e4 чорний пішак · g4 білий пішак · c3 білий пішак · e3 білий пішак · a2 білий слон · b2 чорний пішак · h1 білий ферзь | f8 біла тура · d7 білий король · b6 чорний пішак · d6 чорний пішак · f6 білий кінь · c5 білий кінь · d5 білий пішак · e5 чорний король · f5 чорний пішак · g5 чорний пішак · c4 чорний кінь · e4 чорний пішак · g4 білий пішак · c3 білий пішак · e3 білий пішак · a2 білий слон · b2 чорний пішак · h1 білий ферзь | f8 біла тура · d7 білий король · b6 чорний пішак · d6 чорний пішак · f6 білий кінь · c5 білий кінь · d5 білий пішак · e5 чорний король · f5 чорний пішак · g5 чорний пішак · c4 чорний кінь · e4 чорний пішак · g4 білий пішак · c3 білий пішак · e3 білий пішак · a2 білий слон · b2 чорний пішак · h1 білий ферзь | f8 біла тура · d7 білий король · b6 чорний пішак · d6 чорний пішак · f6 білий кінь · c5 білий кінь · d5 білий пішак · e5 чорний король · f5 чорний пішак · g5 чорний пішак · c4 чорний кінь · e4 чорний пішак · g4 білий пішак · c3 білий пішак · e3 білий пішак · a2 білий слон · b2 чорний пішак · h1 білий ферзь | f8 біла тура · d7 білий король · b6 чорний пішак · d6 чорний пішак · f6 білий кінь · c5 білий кінь · d5 білий пішак · e5 чорний король · f5 чорний пішак · g5 чорний пішак · c4 чорний кінь · e4 чорний пішак · g4 білий пішак · c3 білий пішак · e3 білий пішак · a2 білий слон · b2 чорний пішак · h1 білий ферзь | f8 біла тура · d7 білий король · b6 чорний пішак · d6 чорний пішак · f6 білий кінь · c5 білий кінь · d5 білий пішак · e5 чорний король · f5 чорний пішак · g5 чорний пішак · c4 чорний кінь · e4 чорний пішак · g4 білий пішак · c3 білий пішак · e3 білий пішак · a2 білий слон · b2 чорний пішак · h1 білий ферзь | f8 біла тура · d7 білий король · b6 чорний пішак · d6 чорний пішак · f6 білий кінь · c5 білий кінь · d5 білий пішак · e5 чорний король · f5 чорний пішак · g5 чорний пішак · c4 чорний кінь · e4 чорний пішак · g4 білий пішак · c3 білий пішак · e3 білий пішак · a2 білий слон · b2 чорний пішак · h1 білий ферзь | f8 біла тура · d7 білий король · b6 чорний пішак · d6 чорний пішак · f6 білий кінь · c5 білий кінь · d5 білий пішак · e5 чорний король · f5 чорний пішак · g5 чорний пішак · c4 чорний кінь · e4 чорний пішак · g4 білий пішак · c3 білий пішак · e3 білий пішак · a2 білий слон · b2 чорний пішак · h1 білий ферзь | 3 |
| 2 | f8 біла тура · d7 білий король · b6 чорний пішак · d6 чорний пішак · f6 білий кінь · c5 білий кінь · d5 білий пішак · e5 чорний король · f5 чорний пішак · g5 чорний пішак · c4 чорний кінь · e4 чорний пішак · g4 білий пішак · c3 білий пішак · e3 білий пішак · a2 білий слон · b2 чорний пішак · h1 білий ферзь | f8 біла тура · d7 білий король · b6 чорний пішак · d6 чорний пішак · f6 білий кінь · c5 білий кінь · d5 білий пішак · e5 чорний король · f5 чорний пішак · g5 чорний пішак · c4 чорний кінь · e4 чорний пішак · g4 білий пішак · c3 білий пішак · e3 білий пішак · a2 білий слон · b2 чорний пішак · h1 білий ферзь | f8 біла тура · d7 білий король · b6 чорний пішак · d6 чорний пішак · f6 білий кінь · c5 білий кінь · d5 білий пішак · e5 чорний король · f5 чорний пішак · g5 чорний пішак · c4 чорний кінь · e4 чорний пішак · g4 білий пішак · c3 білий пішак · e3 білий пішак · a2 білий слон · b2 чорний пішак · h1 білий ферзь | f8 біла тура · d7 білий король · b6 чорний пішак · d6 чорний пішак · f6 білий кінь · c5 білий кінь · d5 білий пішак · e5 чорний король · f5 чорний пішак · g5 чорний пішак · c4 чорний кінь · e4 чорний пішак · g4 білий пішак · c3 білий пішак · e3 білий пішак · a2 білий слон · b2 чорний пішак · h1 білий ферзь | f8 біла тура · d7 білий король · b6 чорний пішак · d6 чорний пішак · f6 білий кінь · c5 білий кінь · d5 білий пішак · e5 чорний король · f5 чорний пішак · g5 чорний пішак · c4 чорний кінь · e4 чорний пішак · g4 білий пішак · c3 білий пішак · e3 білий пішак · a2 білий слон · b2 чорний пішак · h1 білий ферзь | f8 біла тура · d7 білий король · b6 чорний пішак · d6 чорний пішак · f6 білий кінь · c5 білий кінь · d5 білий пішак · e5 чорний король · f5 чорний пішак · g5 чорний пішак · c4 чорний кінь · e4 чорний пішак · g4 білий пішак · c3 білий пішак · e3 білий пішак · a2 білий слон · b2 чорний пішак · h1 білий ферзь | f8 біла тура · d7 білий король · b6 чорний пішак · d6 чорний пішак · f6 білий кінь · c5 білий кінь · d5 білий пішак · e5 чорний король · f5 чорний пішак · g5 чорний пішак · c4 чорний кінь · e4 чорний пішак · g4 білий пішак · c3 білий пішак · e3 білий пішак · a2 білий слон · b2 чорний пішак · h1 білий ферзь | f8 біла тура · d7 білий король · b6 чорний пішак · d6 чорний пішак · f6 білий кінь · c5 білий кінь · d5 білий пішак · e5 чорний король · f5 чорний пішак · g5 чорний пішак · c4 чорний кінь · e4 чорний пішак · g4 білий пішак · c3 білий пішак · e3 білий пішак · a2 білий слон · b2 чорний пішак · h1 білий ферзь | 2 |
| 1 | f8 біла тура · d7 білий король · b6 чорний пішак · d6 чорний пішак · f6 білий кінь · c5 білий кінь · d5 білий пішак · e5 чорний король · f5 чорний пішак · g5 чорний пішак · c4 чорний кінь · e4 чорний пішак · g4 білий пішак · c3 білий пішак · e3 білий пішак · a2 білий слон · b2 чорний пішак · h1 білий ферзь | f8 біла тура · d7 білий король · b6 чорний пішак · d6 чорний пішак · f6 білий кінь · c5 білий кінь · d5 білий пішак · e5 чорний король · f5 чорний пішак · g5 чорний пішак · c4 чорний кінь · e4 чорний пішак · g4 білий пішак · c3 білий пішак · e3 білий пішак · a2 білий слон · b2 чорний пішак · h1 білий ферзь | f8 біла тура · d7 білий король · b6 чорний пішак · d6 чорний пішак · f6 білий кінь · c5 білий кінь · d5 білий пішак · e5 чорний король · f5 чорний пішак · g5 чорний пішак · c4 чорний кінь · e4 чорний пішак · g4 білий пішак · c3 білий пішак · e3 білий пішак · a2 білий слон · b2 чорний пішак · h1 білий ферзь | f8 біла тура · d7 білий король · b6 чорний пішак · d6 чорний пішак · f6 білий кінь · c5 білий кінь · d5 білий пішак · e5 чорний король · f5 чорний пішак · g5 чорний пішак · c4 чорний кінь · e4 чорний пішак · g4 білий пішак · c3 білий пішак · e3 білий пішак · a2 білий слон · b2 чорний пішак · h1 білий ферзь | f8 біла тура · d7 білий король · b6 чорний пішак · d6 чорний пішак · f6 білий кінь · c5 білий кінь · d5 білий пішак · e5 чорний король · f5 чорний пішак · g5 чорний пішак · c4 чорний кінь · e4 чорний пішак · g4 білий пішак · c3 білий пішак · e3 білий пішак · a2 білий слон · b2 чорний пішак · h1 білий ферзь | f8 біла тура · d7 білий король · b6 чорний пішак · d6 чорний пішак · f6 білий кінь · c5 білий кінь · d5 білий пішак · e5 чорний король · f5 чорний пішак · g5 чорний пішак · c4 чорний кінь · e4 чорний пішак · g4 білий пішак · c3 білий пішак · e3 білий пішак · a2 білий слон · b2 чорний пішак · h1 білий ферзь | f8 біла тура · d7 білий король · b6 чорний пішак · d6 чорний пішак · f6 білий кінь · c5 білий кінь · d5 білий пішак · e5 чорний король · f5 чорний пішак · g5 чорний пішак · c4 чорний кінь · e4 чорний пішак · g4 білий пішак · c3 білий пішак · e3 білий пішак · a2 білий слон · b2 чорний пішак · h1 білий ферзь | f8 біла тура · d7 білий король · b6 чорний пішак · d6 чорний пішак · f6 білий кінь · c5 білий кінь · d5 білий пішак · e5 чорний король · f5 чорний пішак · g5 чорний пішак · c4 чорний кінь · e4 чорний пішак · g4 білий пішак · c3 білий пішак · e3 білий пішак · a2 білий слон · b2 чорний пішак · h1 білий ферзь | 1 |
|   | a | b | c | d | e | f | g | h |   |

1. Dh8? ~ 2. Te8# (B)
1. ... Se3 (a) 2. Sh5# (A). 1. ... fg!
1. Sh5! (A) ~ 2. Tf5#
1. ... Se3 (a) 2. Te8# (B)
- — - — - — -
1. ... fg 2. De4#